# Schloss Bonndorf

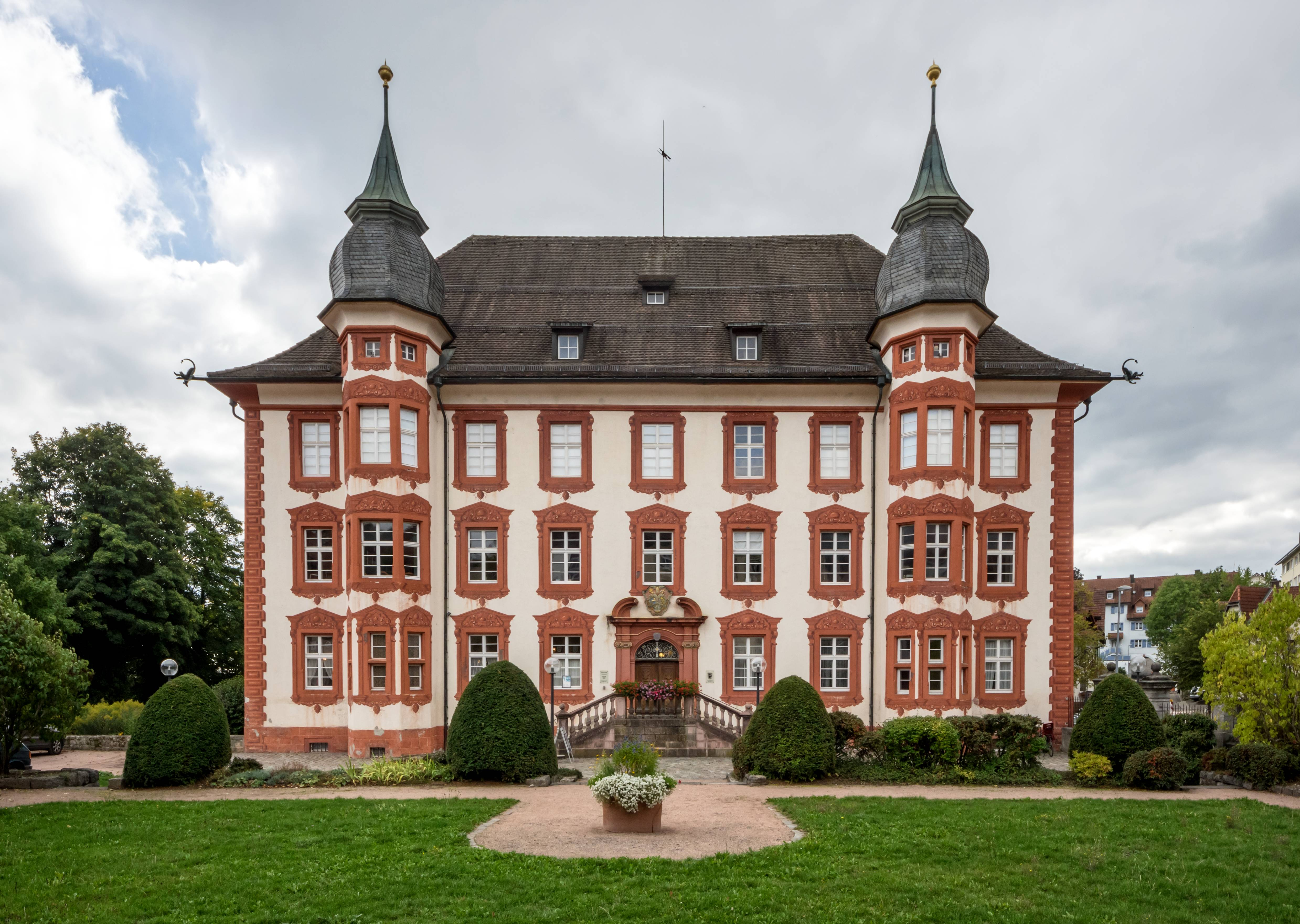
Schloss Bonndorf, Blick vom Oberen Schlossgarten

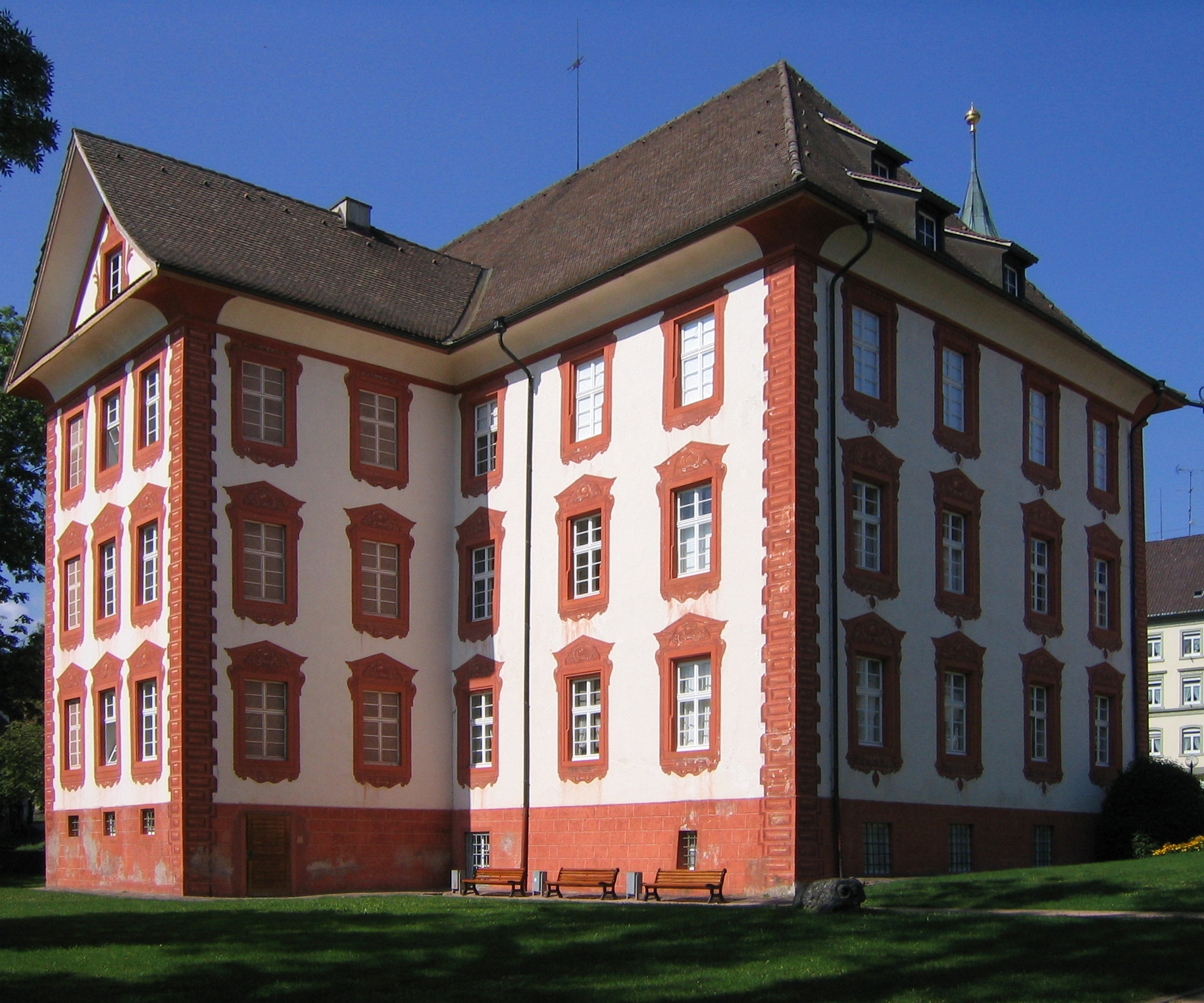
Rückseite mit Treppenhausanbau

Das Schloss Bonndorf ist ein Schloss in der Stadt Bonndorf im Schwarzwald im Landkreis Waldshut.

## Geschichte

### Die Anfänge
An der Stelle des heutigen Schlossbaus stand vermutlich Ende des 13. Jahrhunderts ein Vorgängerbau, ein »Säßhaus«, nachdem sich zuvor bereits eine Burg auf dem Lindenbuck befunden hatte. Das »Säßhaus« war vermutlich im Besitz der Herren von Wolfurt aus Wolfurt in Vorarlberg (wo ihr Stammschloss Wolfurt noch steht), das durch einen Kaminbrand zerstört worden war.
Die von Wolfurt waren im Besitz der Burg Tannegg und der Herrschaft Birkendorf. Sie gründeten 1402 das Paulinerkloster Bonndorf und besetzten es mit Paulinern aus dem Paulinerkloster Tannheim. Dieser Vorgängerbau kam nach den Wolfurtern in den Besitz derer von Falkenstein, und über den Ritter Hans von Rechberg an die Grafen von Lupfen. In deren Regierungszeit fiel die Einnahme Bonndorfs durch die Eidgenossenschaft im Waldshuter Krieg 1468 und der Bauernkrieg 1524/25: „Ob das genannte Säßhaus bei diesen Ereignissen zu Schaden kam, wissen wir nicht, doch ist dies anzunehmen.“ Mit dem Tod des Heinrich von Lupfen 1582 starb die Familie aus, und die Grafschaft Bonndorf sollte an Conrad von Pappenheim fallen. Da er sich diese jedoch vorschnell aneignete, bestrafte ihn der Kaiser, und die Herrschaft kam zunächst an Karl von Zollern und dann an den Freiherrn Peter von Mörsberg. „Außerdem hatten die Pappenheimer an Joachim Christoph von Mörsberg, den Sohn Peters von Mörsberg, die Summe von 300 000 fl zu entrichten.“ Das Säßhaus brannte 1592 nieder. „Peter von Mörsberg entschloß sich (unglücklicherweise wie die Quellen sagen), auf dem gleichen Bauplatz ein dem Zeitgeschmack entsprechendes, repräsentatives neues Schloß zu bauen.“

### Neubau und Umbau

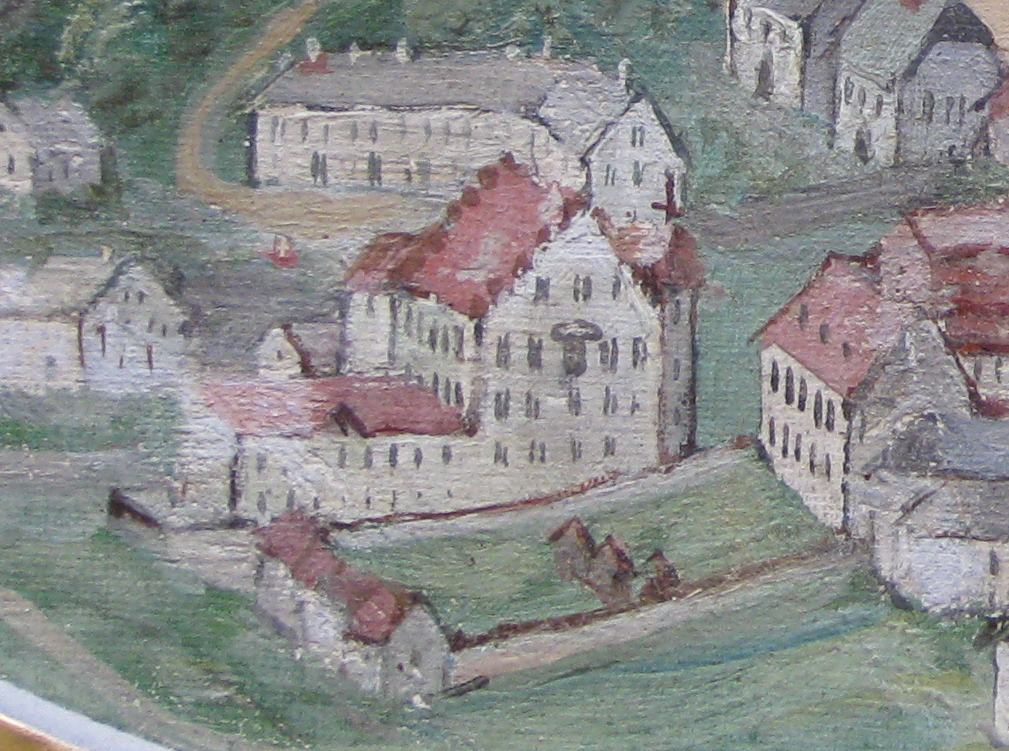
Darstellung des Schlosses auf einer Prozessionsfahne aus Bonndorf: mit Staffelgiebeln aber ohne Schlosskapelle

Durch Peter von Mörsberg († um 1594) und seinen Sohn Joachim Christoph von Mörsberg wurde das heutige Schloss vermutlich zunächst als Wasserschloss im Stil der Renaissance errichtet. Die Baukosten des 1592 bis 1595 errichteten Baus waren so hoch, dass sich Joachim von Mörsberg 1613 zum Verkauf gezwungen sah. Das Geschlecht der von Mörsberg stammt von der Linie Morimont ab. 1686 war Ulrich von Mörsberg der letzte seines Stammes. Erwerber der Herrschaft Bonndorf war für 150.000 Gulden Abt Martin I. für das Kloster St. Blasien.
Abt Blasius III. ließ von 1723 bis 1727 das Anwesen zu einem barocken Landschloss umbauen und zwei Türme, ein Portal mit Freitreppe und auf der Südseite einen Treppenhausanbau anfügen. Vollendet wurde der Bau unter Abt Franz II. Schächtelin, wobei der Festsaal im Obergeschoss erst unter Abt Martin Gerbert, mit einem Spiegelgewölbe, fertiggestellt wurde. Das stuckierte Spiegelgewölbe ist mit einem Fresko von Franz Josef Spiegler geschmückt. Das Hauptfresko zeigt Christus und die Jünger. In den vier Eckzwickeln finden sich Allegorien der vier Erdteile und in vier Kartuschen in den Seitenmitten Putten mit Symbolen, die auf den Erbauter des Schloss, Abt Blasius III. Bender hinweisen. In den zahlreichen Räumen befindet sich Stuck des Freiburger Stuckateurs Franz Joseph Vogel mit Ranken und Bandelwerk.
Das Schloss diente auch als Propsteisitz: am 12. Juni 1754 wurde Stanislaus Wülberz zum Propst der Herrschaft Bonndorf ernannt.

## Beschreibung

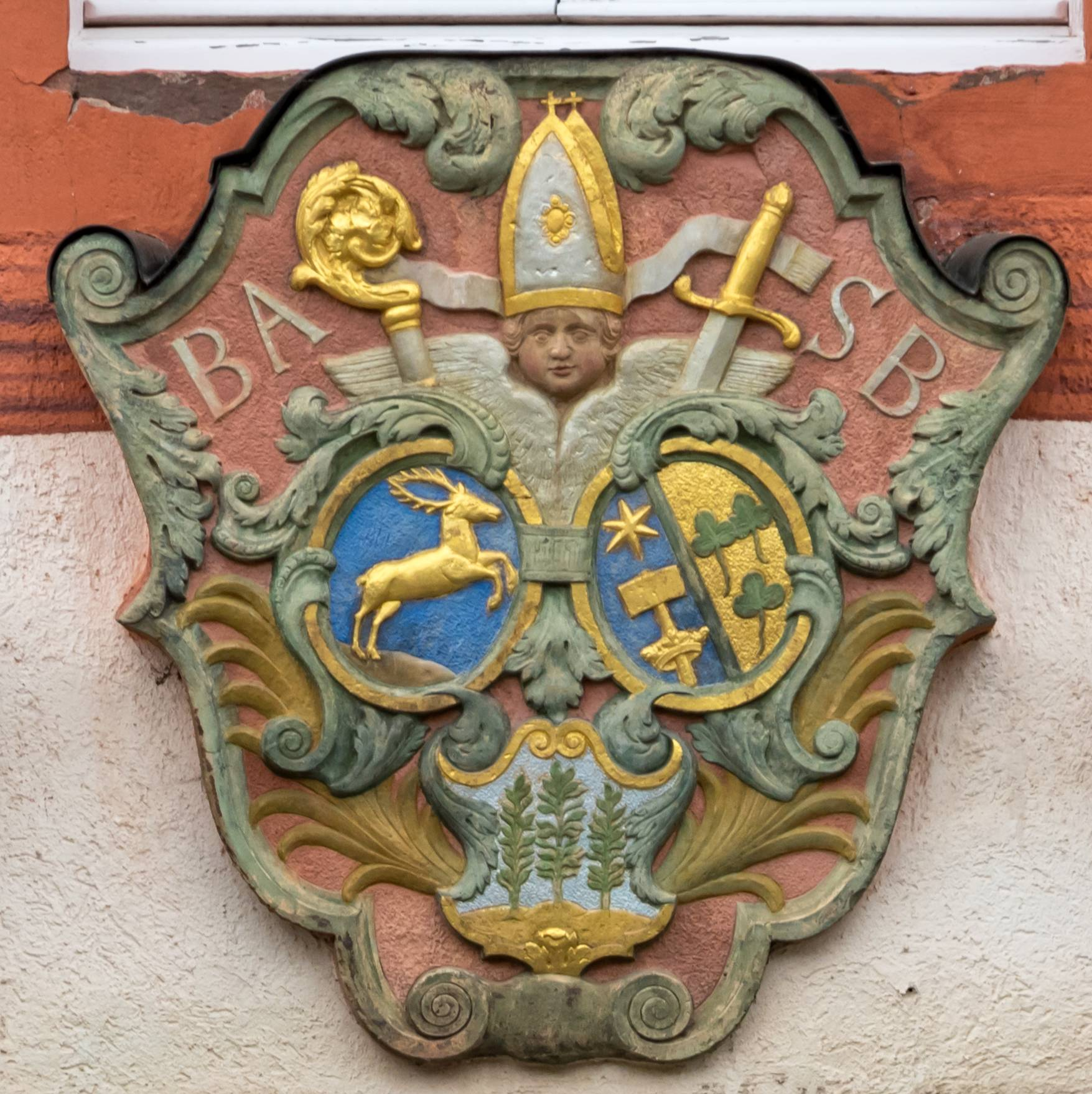
Portal-Wappen von Blasius III. Bender

Der Bau ist dreigeschossig und neun Achsen breit, die Hauptfront ist nordwärts gerichtet. Die kräftige Fassadenmalerei umfasst Giebel, Pilaster, Muschelwerk, Ranken, Rollwerk und Voluten. Die Kupferdächer der Türme tragen bizarr geformte Zwiebelhauben mit Spitzen. Am Walmdach befinden sich Drachen aus Kupferblech als Wasserspeier. Die Räume im Erdgeschoss enthalten Kreuzgratgewölbe. Das barocke Portal wird bekrönt durch das Wappen des Abts Blasisus III. Bender.

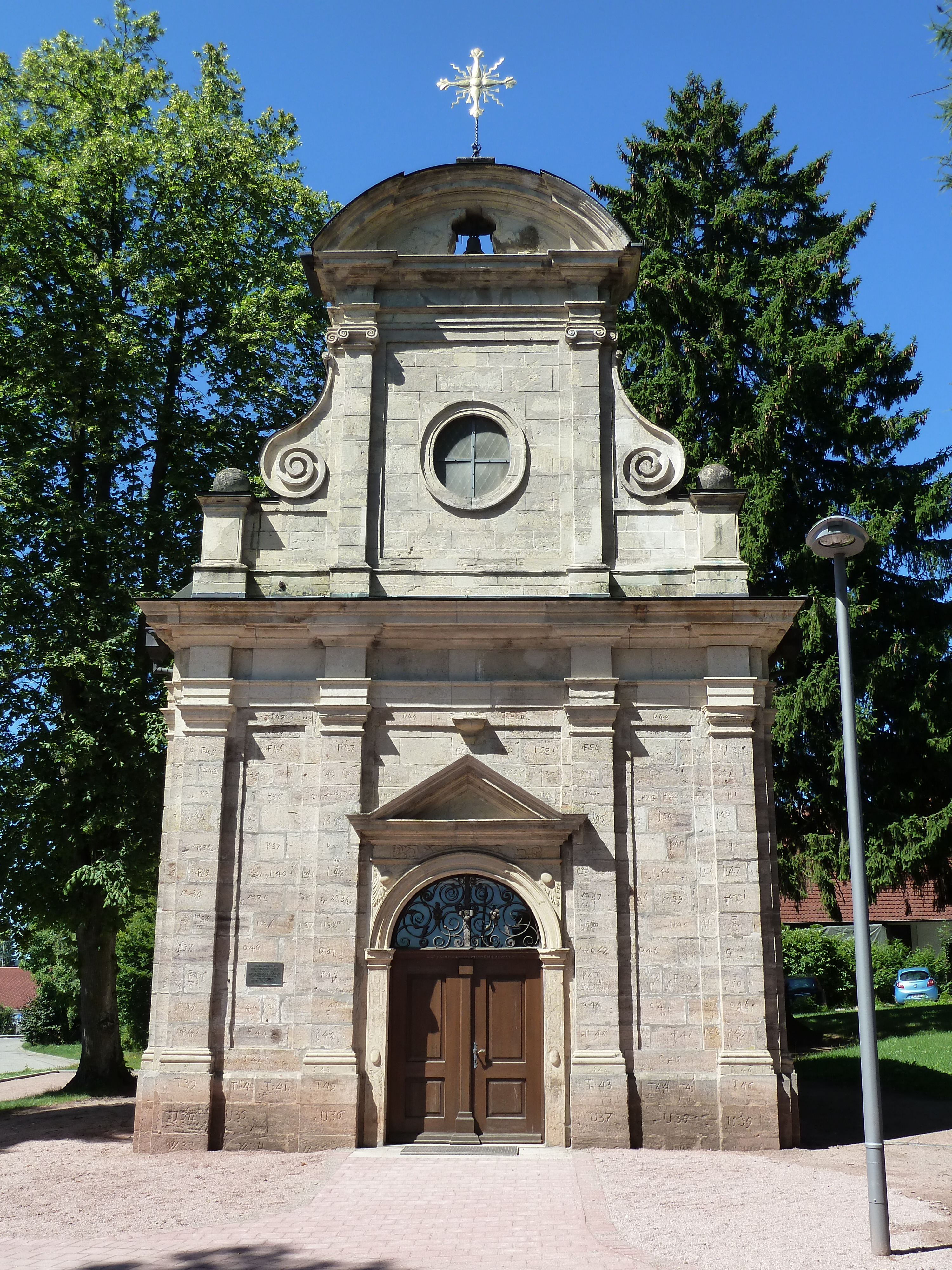
Die in den Stadtgarten versetzte Schlosskapelle

Bis zum Umbau durch Abt Blasius III. Bender befand sich im Schloss eine kleine Kapelle. 1727 wurde nördlich des Schlosses eine freistehende barocke Schlosskapelle, die St. Nikolauskapelle, aus Buntsandstein gebaut. Nach der Säkularisation, als das Schloss an das Großherzogtum Baden kam, hatte man für die Schlosskapelle keine Verwendung mehr, weshalb man sie Anfang des 19. Jahrhunderts in den neuen Friedhof, den späteren Stadtgarten, versetzte. Dabei gingen die von Spiegler geschaffenen Fresken verloren.
Das Schloss ist von zwei Park ähnlichen Gärten, dem Oberen- und Unteren Schlossgarten umgeben. Beide Gärten sind durch eine Einfriedung begrenzt, wobei sowohl in den Oberen wie in den Unteren Schlossgarten jeweils ein schmiedeeisernes Tor führt.

## Nutzung
Mit der Säkularisation kam das Schloss an das Großherzogtum Baden und ist heute im Besitz des Landkreis Waldshuts. Nach dem Zweiten Weltkrieg war für wenige Jahre im Schloss eine Kunsthandwerkerschule und die Gewerbeschule untergebracht. Später war das Notariat, das Amtsgericht und bis zum Bau des Bildungszentrums, zwei Schulklassen im Schloss untergebracht. Nach umfassenden Renovierungen in den 70er Jahren, dient das Schloss heute als Veranstaltungsort für Konzerte, Lesungen und Ausstellungen. Ferner beherbergt es die Stadtbücherei., das Notariat und die Schlossnarrenstuben. Die Schlossnarrenstuben im Erd- und Kellergeschoss, zeigen in 15 Räumen über 400 Fasnachtsminiaturfiguren, Vorstellung verschiedener Narrenvereinigungen, historische Exponate und Narrengewänder.
Im Festsaal des Schlosses finden international besetzte Konzerte und Autorenlesungen statt. In den angrenzenden Sälen finden Ausstellungen zur klassischen Moderne und zur zeitgenössischen Kunst statt.
Die wichtigsten Bonndorfer Ausstellungen der zurückliegenden Jahre galten den Werken von Horst Antes, Max Beckmann, Christo und Jeanne-Claude, HAP Grieshaber, Erich Heckel, Ernst Ludwig Kirchner, Käthe Kollwitz, Emil Nolde, Richard Ziegler, Oskar Schlemmer und Franz Xaver Winterhalter.
Zu hören waren unter anderem, das Mandelring Quartett, die Pianistin Angela Hewitt, das Leipziger Streichquartett und das Cuarteto Casals. Literarische Gäste waren u. a. Peter Bichsel, Durs Grünbein, Peter Härtling, Thomas Hürlimann, Adolf Muschg, Arnold Stadler, Urs Widmer und Navid Kermani.